# Julien Coupat
Pour l’article homonyme, voir Coupat.
Julien Coupat, né le 4 juin 1974 à Bordeaux, est un philosophe et militant appelliste français, un des fondateurs en 1999 de la revue philosophique française Tiqqun. Il est devenu célèbre pour son implication dans l'affaire de Tarnac.

## Biographie
Fils de Gérard Coupat, médecin, et de Jocelyne Coupat, cadre supérieure chez Sanofi-Aventis, Julien Coupat étudie en classes préparatoires au lycée privé Sainte-Geneviève avant d'intégrer l'ESSEC. Il s'oriente ensuite vers la sociologie politique et devient plus tard doctorant à l'EHESS. Il n'achève cependant pas son doctorat (son sujet de thèse était « Capitalisme, avant-garde et critique révolutionnaire »).
Son nom, associé aux idées situationnistes, est cité par Luc Boltanski dans les remerciements d'un livre de 1999, Le Nouvel Esprit du capitalisme. La même année, Julien Coupat cofonde la revue Tiqqun dont il reste ensuite l'un des animateurs. C'est le philosophe Giorgio Agamben, avec qui il se lie, qui trouve un imprimeur pour la revue.
Coupat s'établit en 2005 sur le plateau de Millevaches, à Tarnac (Corrèze) où, avec des amis, il reprend l'épicerie du village.
À partir du 15 novembre 2008, il est suspecté pendant l'affaire de Tarnac, d'avoir formé une « cellule invisible » – selon l'expression du procureur Jean-Claude Marin – à laquelle est imputé le sabotage d'une caténaire de ligne TGV, action revendiquée par un groupe allemand le 9 novembre 2008.
Il est alors mis en examen pour « direction d'une association de malfaiteurs et dégradations en relation avec une entreprise terroriste » avec huit autres personnes.
Cette affaire déclenche une importante polémique : des comités de soutien sont créés en France et à l'étranger, et une manifestation de soutien réunit entre 1 200 et 3 000 personnes à Paris le 31 janvier 2009. Les participants scandent des slogans tels que « Police partout, justice nulle part ! ». Des intellectuels, des parlementaires et les autres personnes mises en cause dénoncent un montage policier et une instrumentalisation politique de l'affaire,. Rapidement la loyauté de la procédure policière est l'objet d'interrogations. Dès avril 2009, une enquête de l'hebdomadaire Charlie Hebdo révèle que les services antiterroristes ont tenté d'imputer à Julien Coupat sa participation à un attentat à la grenade artisanale, perpétré aux États-Unis en mars 2008, pour justifier leur procédure à son encontre. En janvier 2017, après neuf ans de procédures judiciaires et le dessaisissement du juge chargé de l'enquête, la Cour de cassation abandonne définitivement la qualification « terroriste » de l'affaire.
Le 12 avril 2018, Julien Coupat et Yildune Lévy sont relaxés par le tribunal correctionnel de Paris.
Lors de l'acte 4 des manifestations des Gilets jaunes du 8 décembre 2018, il est interpellé et placé en garde à vue avant d'être libéré avec un rappel à la loi.

### Accusations de complotisme
Selon le sociologue Philippe Corcuff, Julien Coupat est passé peu à peu « de l’ultra-systémisme au conspirationnisme » et utilise une rhétorique complotiste dans l'ouvrage dont il est dit l'auteur supposé, Le Manifeste conspirationniste. D'après L'Express, Julien Coupat adopte des positions polémiques concernant la pandémie de Covid-19 ainsi que sur la question de la 5G. Julien Coupat accuse notamment l'entrepreneur Klaus Schwab de vouloir mettre en place un great reset.
Rudy Reichstadt de Conspiracy Watch indique pour sa part que Coupat « est quelqu'un qui a une colonne vertébrale idéologique, qui s'inscrit dans des références situationnistes, dont le complotisme est assez sophistiqué. »

## Publications

### Écrits de Julien Coupat
Le nom de Julien Coupat a été associé à plusieurs publications :
- Tiqqun, Organe conscient du Parti Imaginaire – Exercices de Métaphysique critique, 162 p., auto-édition, 1999
- Tiqqun, Organe de liaison au sein du Parti Imaginaire – Zone d'Opacité Offensive, 292 p., Les Belles Lettres, 2001  (ISBN 2913372112)

En effet, Julien Coupat a fait partie du comité de rédaction de cette revue de 1998 à 2001. Il est aussi supposé être auteur ou coauteur de plusieurs articles publiés dans les deux numéros, quoique les rédacteurs du second numéro soient restés anonymes.
Il est l'auteur d'une contribution intitulée « Science du C.R.A.S.H. » publiée dans le numéro 33 de la Revue d'esthétique en 1998, et dans lequel la critique du film Crash de David Cronenberg est un prétexte au développement de la thèse ainsi acronymisée : Comment le Réel Avance Sans l'Homme.
En décembre 2018, il est l'auteur de la postface du livre de Daniel Denevert, Dérider le désert.
En 2020, il participe à l'ouvrage collectif Police, avec un texte intitulé Engrenages, fiction policière.

#### Écrits attribués
D'autres écrits lui ont été attribués sans preuve formelle :
- Appel, 2003[19] Le texte est anonyme. Le Point évoque de possibles parallèles idéologiques entre ce livre et L'Insurrection qui vient[20]. La quatrième de couverture de L'Insurrection qui vient est un extrait de la proposition I de Appel. De même, certaines phrases mises en exergue de paragraphes de L'Insurrection qui vient sont issues de cet opuscule. Ce texte est publié dans Appel. Et autres textes suivis d'effets, Éditions divergences, 2023  (ISBN 979-10-97088-60-6). Il en est également annoncé une traduction en langue italienne dans la postface datée de mars 2004 de l'essai Théorie du Bloom paru aux éditions La Fabrique (p. 151).
- L'Insurrection qui vient, La Fabrique, 2007  (ISBN 2-913372-62-7) Ce livre, rédigé par un « comité invisible », est attribué par la police[21] à Julien Coupat. Cependant, selon l'éditeur et ami de Julien Coupat, Éric Hazan, « Julien n'a jamais fait partie du comité d'auteurs, qui m'a demandé un anonymat que je respecte. Le pointer ainsi du doigt est une pure construction policière participant à l'intoxication générale de l'opinion publique[22]. » Avant le déclenchement de l'affaire, le livre s'était vendu à 8 000 exemplaires. Le 9 avril 2009, Hazan a été entendu par la sous-direction de l'anti-terrorisme de la police judiciaire qui souhaite pouvoir établir que Coupat est bien l'auteur de ce texte[23].
- Manifeste conspirationniste, Seuil, 2022  (ISBN 978-2-02-149566-9) Livre anonyme, attribué à Julien Coupat et au Comité invisible, par L'Express[24]. Le Comité invisible nie alors la parenté de cet ouvrage en précisant dans un tweet que « Les livres du Comité invisible sont signés Comité invisible »[25].

### Notices
- Notices d'autorité :   - VIAF
  - ISNI
  - BnF (données)
  - IdRef
  - LCCN